# Mari Leinan Lund
Mari Leinan Lund (28 de mayo de 1999) es una deportista noruega que compite en esquí en la modalidad de combinada nórdica. Su hermana Marte compite en el mismo deporte.
Ganó una medalla de plata en el Campeonato Mundial de Esquí Nórdico de 2021, en el trampolín normal + 5 km individual.

## Palmarés internacional
| Campeonato Mundial | Campeonato Mundial    | Campeonato Mundial | Campeonato Mundial   |
| Año                | Lugar                 | Medalla            | Prueba               |
| ------------------ | --------------------- | ------------------ | -------------------- |
| 2021               | Oberstdorf (Alemania) | Medalla de plata   | TN + 5 km individual |